# Ibogain
Ibogain prirodna psihoaktivna supstanca nađena u više vrta biljki, a pogotovu u članu familije Svilenice (Apocynaceae) poznatom kao iboga (Tabernanthe iboga).
Ibogain je halucinogen koji je zabranjen u nekim zemljama, dok se u drugima koristi za lečenje zavisnosti od opijata, metamfetamina i drugih lekova. U razvoju su derivati ibogaina bez halucinogenih svojstava.

## Psihoaktivni efekti
U dozama od oko 1-2 mg/kg telesne težine, ibogain ima blago stimulacione efekte. Doze od 4 mg/kg ili više mogu da uzrokuju “snu-slične” vizuelne faze, nakon čega sledi faza introspekcije. Terapeutske doze su tipično 10 mg/kg za psihoterapijsku upotrebu, i 15 mg/kg za prekid zavisnosti.

## Spoljašnje veze
- Ibogain
- Dosije ibogaina
- Ibogain UK
- Ibogain i lečenje

|  | Molimo Vas, obratite pažnju na važno upozorenje u vezi sa temama iz oblasti medicine (zdravlja). |